# Гончаров, Николай Николаевич (общественник)
Николай Николаевич Гончаров (14 февраля 1927 — 9 августа 2019) — передовик советского сельского хозяйства, общественный и хозяйственный деятель Советского Союза и Российской Федерации, председатель Брянского городского совета ветеранов войны, труда, Вооруженных сил и правоохранительных органов (1994-2009 гг.), почётный гражданин города Брянска (2008).

## Биография
Родился 14 февраля 1927 году в селе Чулково, ныне Скопинского района Рязанской области в крестьянской русской семье. Когда началась Великая Отечественная война, ему было 14 лет. Обучаясь в школе он всё свободное время работал в колхозе. Позже стал работать учеником столяра на местной электростанции. Помогал собирать посылки солдатам.
После окончания войны поступил учиться в Ленинградский сельскохозяйственный институт. В 1951 году защитил диплом о высшем образовании, получив специальность «учёный агроном». По направлению от института был отправлен в Шушенский сельхозтехникум Красноярского края. С 1951 по 1956 годы исполнял обязанности директора учебного хозяйства, работал преподавателем агрономических дисциплин, заместителем директора по учебной работе.
Переехав в Брянскую область, работал преподавателем в Кокинском сельхозтехникуме. Затем трудился агрономом, а позже начальником Почепской инспекции по сельскому хозяйству.
В 1961 году был приглашён на партийную работу. Назначен вторым секретарем Севского райкома КПСС, работал заместителем секретаря парткома Советского производственного колхозно-совхозного управления, заведующим организационным отделом партийного комитета. В 1968 году был избран на должность первого секретаря Севского райкома КПСС, на протяжении 9 лет возглавлял район.
В 1979 году направлен на работу в областной центр, стал начальником Брянского производственно-научного объединения по агрохимическому обслуживанию колхозов и совхозов. Позже переведён на должность председателя областного производственного объединения «Сельхозхимия».
С 1981 года работал в профсоюзных организациях. Председатель обкома профсоюза работников плодоовощного хозяйства и заготовок, в 1983 году стал работать в должности заведующего отделом областного совета профсоюзов по вопросам агропромышленного комплекса.
Неоднократно избирался членом обкома КПСС, членом облсовпрофа, депутатом районного и областного советов народных депутатов.
В 1994 году вышел на заслуженный отдых и активно занялся общественной деятельностью, с этого времени и на протяжении пятнадцати лет он возглавил Брянский городской совет ветеранов. В 2008 году был удостоен высокого звания «Почетный гражданин города Брянска» с формулировкой за активную работу по патриотическому и духовно-нравственному воспитанию молодежи.
Проживал в городе Брянске Брянской области. Умер 9 августа 2019 года.

## Награды
За трудовые успехи удостоен:
- Орден Трудового Красного Знамени
- Орден Знак Почёта
- Медаль «За доблестный труд в Великой Отечественной войне 1941—1945 гг.»
- Почетным знаком Всероссийской общественной организации ветеранов войны, труда, Вооруженных сил и правоохранительных органов.
- другие медали.

- Почётный гражданин города Брянска Брянской области (октябрь 2008 года).